# Plougastel-Daoulas
Plougastel-Daoulas (bretonisch Plougastell-Daoulaz) ist eine französische Gemeinde im Nordwesten der Bretagne im Département Finistère mit 13.431 Einwohnern (Stand 1. Januar 2022).

## Geografie
Plougastel-Daoulas liegt an der Atlantikküste an der Bucht von Brest.
Das Stadtzentrum von Brest liegt 8 Kilometer  nordwestlich und Paris circa 480 Kilometer östlich (Angaben in Luftlinie).

## Geschichte
1925 besuchte Gaston Doumergue Plougastel-Daoulas auf seiner Präsidialreise. Vom Juni 1940 bis zum Sommer/Herbst 1944 war Nordfrankreich von Truppen der Wehrmacht besetzt. Nach der Landung der Westalliierten in der Normandie tobte in der Gegend die Schlacht um die Bretagne. Am 30. August 1944 wurde die Plougastel-Halbinsel befreit.

### Bevölkerungsentwicklung
| Jahr                       | 1962 | 1968 | 1975 | 1982 | 1990   | 1999   | 2006   | 2017   |
| Einwohner                  | 6726 | 7075 | 8138 | 9581 | 11.139 | 12.248 | 12.880 | 13.337 |
| Quellen: Cassini und INSEE |      |      |      |      |        |        |        |        |

## Wirtschaft
Plougastel ist überregional für seinen Tomaten- sowie für seinen Erdbeeranbau der Sorte Gariguette bekannt. In Plougastel-Daoulas gibt es außerdem ein Erdbeermuseum.

## Verkehr
Die Gemeinde besitzt eine Abfahrt an der Schnellstraße E 60 (Brest–Nantes) und bei Brest gibt es weitere an der E 50 (Brest–Rennes).
Der Bahnhof von Brest ist Endpunkt des TGV Atlantique nach Paris sowie der Regionalbahnlinien Richtung Rennes und Nantes.
Bei Brest befindet sich der Regionalflughafen Aéroport de Brest Bretagne.

## Sehenswürdigkeiten

Calvaire von Plougastel-Daoulas

Siehe auch: Liste der Monuments historiques in Plougastel-Daoulas
Plougastel-Daoulas verfügt über einen sehenswerten Umfriedeten Pfarrbezirk.

## Söhne und Töchter
- Jean-Mathurin Guénaël Thomas (1899–1945), römisch-katholischer Ordensgeistlicher, Unterstützer der Résistance und Opfer des Nationalsozialismus
- François-Mathurin Gourvès (1929–2020), römisch-katholischer Geistlicher, Bischof von Vannes
- Michel Nédélec (1940–2009), Radrennfahrer